# 나카무라 다이스케 (성우)
나카무라 다이스케(일본어: 中村太亮, 1985년 9월 21일 ~ )는 일본의 성우이다. 대표 작품으로는 《가정교사 히트맨 REBORN!》의 코로네로가 있다.

## 출연 작품

### TV 애니메이션
2005년
- 스즈카(아키츠키 야마토)

2006년
- 가정교사 히트맨 리본!(코로네로)
- 지켜줘! 롤리팝(이치이)

2017년
- 후우카(아키츠키 야마토)

### OVA
2006년
- 테니스의 왕자님 OVA(카이 유지로)